# 信斎英松
信斎 英松（しんさい えいしょう、生没年不詳）とは、江戸時代の浮世絵師。

## 来歴
渓斎英泉の門人。姓は松本、俗称悦蔵。信斎、伸斎、英松と号す。江戸深川伊勢崎町に住む。作画期は天保から弘化の頃にかけてで、錦絵や人情本の挿絵などを描いている。

## 作品
- 『其小唄恋情紫』　人情本　※為永春水作、天保7年（1836年） - 天保10年（1839年）刊行。歌川国直、静斎英一との作画
- 「神田大明神御祭礼附祭番附」　祭礼番付　都立図書館所蔵　※弘化2年（1845年）版行
- 「八幡太郎義家公奥州安部之貞任征伐之図」　大判錦絵3枚続　都立図書館所蔵